# Ànapo
El riu Ànapo (italià: Ànapo) o Ànap (grec antic: Ἄναπος, llatí: Anăpus) és un riu de Sicília que neix prop de la moderna Buccheri i desaiguava al gran port de Siracusa. Té 48 km de llarg, i després de passar per la banda nord de l'Etna desemboca a la mar Jònica. A la darrera part del seu curs discorre encastat en un congost de pocs metres d'amplada i de més de 20 metres de profunditat. Les aigües del riu s'usen per a produir electricitat.
Rep diversos afluents, el més important és el Cíane. Part del seu curs estava vorejat de maresmes molt insalubres que duien pestes i malalties, i van provocar en part el desastre de l'expedició atenenca de l'ant 411 aC i també entre els cartaginesos en algun dels setges a la ciutat de Siracusa. El riu era considerat una divinitat en forma d'home jove, suposat marit de la nimfa Cíane. Aquesta noia va voler evitar el rapte de Persèfone per part d'Hades, però el déu, enfurismat, la va transformar en un estany de color blau fosc, semblant al color del mar. William Smith afirma, erròniament, que en el seu temps s'anomenava Alfeo.